# Loi µ
L'algorithme Loi µ (ou Loi Mu, en anglais μ-law ou mu-law) est un système de quantification logarithmique d'un signal audio. Il est principalement utilisé pour traiter la voix humaine dont il exploite les caractéristiques. Il est principalement utilisé pour les communications téléphoniques. Ce système de codage est utilisé aux États-Unis et au Japon. En Europe, le système équivalent est nommé loi A.

## Caractéristiques principales de la loi µ
- C'est un algorithme standardisé, défini dans le standard ITU-T G.711
- Sa complexité est faible
- Il est utilisé pour des applications de traitement de la voix humaine
- Il n'introduit presque aucun retard, grâce à sa faible complexité
- Il est adapté aux systèmes de transmission par multiplexage temporel
- Il n'est pas adapté à la transmission par paquets
- Son facteur de compression est d'environ 2:1

## Description

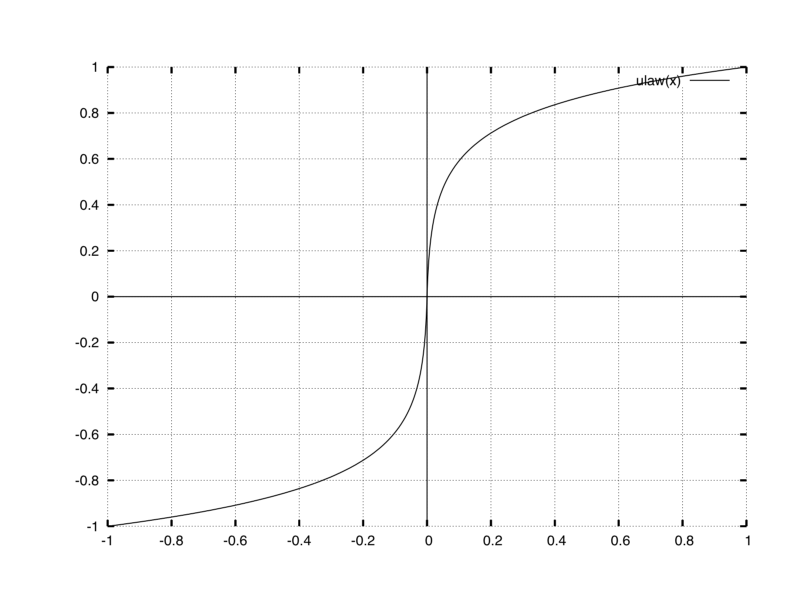
Transformation logarithmique

### Transformation continue
L'équation de cette loi est :
{\displaystyle F(x)=\operatorname {sgn}(x){\frac {\ln {(1+\mu \left\vert x\right\vert )}}{\ln {(1+\mu )}}},-1\leq x\leq 1}
où μ = 255 (8 bits) dans les standards nord-américains et japonais. L'amplitude de cette fonction va de −1 à 1.

### Transformation discrète
Dans le codec G.711, on n'utilise pas cette formule qui serait trop longue à calculer, mais un algorithme de transformation binaire qui donne des résultats approchants.
Cet algorithme prend en entrée un échantillon linéaire sur 14 bits (dont un bit de signe s), et donne en sortie un code sur 8 bits :
| Échantillon linéaire | Code compressé |
| s00000001wxyza       | s000wxyz       |
| s0000001wxyzab       | s001wxyz       |
| s000001wxyzabc       | s010wxyz       |
| s00001wxyzabcd       | s011wxyz       |
| s0001wxyzabcde       | s100wxyz       |
| s001wxyzabcdef       | s101wxyz       |
| s01wxyzabcdefg       | s110wxyz       |
| s1wxyzabcdefgh       | s111wxyz       |

Ce codage est similaire à une représentation en virgule flottante en base deux avec un bit de signe, une mantisse de 4 bits et un exposant de 3 bits.